# Oerlikon KBA
L'Oerlikon KBA da 25 x 137mm è un cannone automatico, sviluppato come arma multiruolo a corto raggio a metà degli anni '70 per il campo di battaglia meccanizzato, originariamente realizzato da Oerlikon-Bührle (ora Rheinmetall Air Defence AG). È un cannone a sottrazione di gas con una testa otturatore rotante ed un sistema di alimentazione selettiva a doppio condotto di alimentazione che utilizza una granata da 25x137 mm NATO.
La velocità di fuoco nominale in modalità raffica è di 600 colpi al minuto ma può essere regolata elettronicamente e ridotta da 100 a 200 colpi al minuto.
Grazie alla sua potenza di fuoco, alla sua gamma di munizioni e al suo "Instant Ammunition Selection Device" (IASD), che consente all'artigliere di passare facilmente da proiettili perforanti a proiettili calibro pieno, il cannone KBA può ingaggiare veicoli leggermente corazzati, fanteria, posizioni di carri armati, elicotteri, aerei da combattimento e navi.
Spesso è usata come arma antiaerea impiegata in sistemi come il sofisticato DIANA trainato, in installazione binata, o in blindati come l'AIFV Dardo, il semovente d'artiglieria contraerea SIDAM 25 ed altre in installazioni singole, binate o quadrinate ed anche imbarcato su unità navali dove viene usato anche come CIWS.

## Descrizione
L'Oerlikon KBA 25 mm è un cannone completamente automatico basato sul collaudato principio di sottrazione di gas con una testa dell'otturatore rotante simile al Mauser M 98 o M16 e doppia alimentazione per le munizioni.
La KBA offre un'ampia gamma di modalità di sparo: colpo singolo, colpo singolo rapido programmabile con una velocità di fuoco selezionabile da 175 1 300 colpi/min e fuoco completamente automatico a 600 colpi/min (raffica). Le funzioni del cannone, come ricarica e sparo, sono azionate elettricamente in modo remoto o manualmente in modalità ausiliaria mediante una manovella e un pedale di attivazione.
Il cannone Oerlikon KBA 25mm è stato progettato per l'integrazione in vari tipi di installazioni, essendo di piccole dimensioni e peso ridotto offre varie possibilità di integrazione come:
- Torrette a controllo manuale o remotizzate installate su IFV e APC
- Torrette per armi da difesa aerea
- Torrette navali
- Installazione per elicotteri

## Storia
All'inizio del 1964-65, gli Stati Uniti avviarono l'ambizioso progetto "Bushmaster" iniziato come una propaggine del programma MICV-65 dell'Esercito statunitense il quale stava tentando di introdurre un nuovo veicolo da combattimento di fanteria per sostituire i loro mezzi corazzati M113 esistenti, relativamente al progetto "Bushmaster" fu emanatà un ordinance attraverso la quale si domandò alle industrie di fornire all'Esercito degli Stati Uniti un'arma automatica da 25mm adatta alle esigenze operative del programma.
Diverse industrie risposero alla chiamata, una delle società era la TRW Inc. (Thompson Ramo-Wooldridge Inc.) che iniziò lo sviluppo di un'arma da 25 mm come richiesto dall'ordinance.
Il progetto della TRW Inc. era sotto la guida dell'ingegnere Eugene Stoner, autore dei famosi fucili M16, AR-10 e AR-18, lo stesso portò allo sviluppo di un cannone automatico da 25 mm con la designazione interna "TRW model 6425" sviluppato attorno alla cartuccia sperimentale da 25x137 mm con azionamento automatico a gas e bloccaggio della canna con otturatore a testa rotante.
I requisiti fondamentali per il progetto TRW 6425 erano quelli in cui l'arma doveva essere completamente automatica, essere azionata a gas e con testa otturatore rotante, utilizzare un sistema di alimentazione selettiva a doppio condotto ed essere in grado di passare rapidamente e facilmente tra diversi tipi di munizioni .
Oerlikon-Bührle si assunse la responsabilità dello sviluppo delle munizioni 25x137mm e della balistica interna.
Il primo prototipo è stato prodotto in 22 mesi e ha iniziato i test nel novembre 1965 da un veicolo Ml 14, a dicembre il prototipo è stato testato installandolo su di un blindato austriaco.
Una prima versione è stata testata inoltre da diversi Paesi, tra cui Regno Unito e Francia.
All'inizio del 1967 furono effettuati test tecnici e prove di tiro con due prototipi di cannoni TRW-6425 seguiti dalle prime dimostrazioni per un Paese della NATO.
La prima configurazione è stata testata più volte all'Aberdeen Proving Ground, incluso un test per il programma Military Potential Test da marzo 1968 al marzo 1970.
Per motivi legati alla guerra in Vietnam l'US Army sospese il progetto pertanto il cannone non fu mai adottato dagli Stati Uniti e prima che i test statunitensi fossero completati, alla fine del 1969 TRW cessò il lavoro sul progetto TRW-6425.
Dalla TRW Inc. furono costruiti almeno sei cannoni automatici TRW-6425.
Nello stesso anno la società Philco-Ford Aeronutronic Division iniziò a lavorare sull'arma quando TRW Inc. vendette loro i diritti del progetto del cannone, a seguito dell'acquisizione il progetto cambiò nome in PFB-25.
Il PFB-25 fu successivamente selezionato come possibile cannone automatico per il sistema di armi a fuoco rapido per veicoli dell'Esercito americano, da cui il nome PFB-25 che sta per Philco-Ford Bushmaster 25mm.
Nello stesso periodo Oerlikon ha avviato il progetto della serie "KBA" che è simile al cannone da 25 mm TRW-6425.
Philco-Ford ha ulteriormente sviluppato la sua versione apportando delle migliorie al progetto originale della TRW Inc., ma sfortunatamente l'US Army selezionò il cannone M242 della Hughes Ordinance di Culver City il quale prese definitivamente il nome di Bushmaster.
Nel progetto Oerlikon, il design americano di TRW-6425 è stato rielaborato, da esso sono rimaste invariate la munizione originariamente prevista da 25x137 mm e il metodo di blocco della camera ruotando l'otturatore, che era una novità per lo sviluppo di Oerlikon, i sistemi precedenti avevano catenacci scorrevoli con alette di bloccaggio. Rispetto al progetto sviluppato da Eugene Stoner, anche il classico azionamento automatico della valvola del gas del cannone TRW 6425 ha subito cambiamenti globali combinando diversi principi per perfezionare il progetto.
A fine sviluppo il cannone Oerlikon ha ricevuto la designazione KBA (dove K è kanone; B è un calibro 25 mm, A è il modello della serie).

## Installazioni
L'affusto OTO Melara 25/80 "Spallaccia" è stato scelto come successore del vecchio affusto da 20 mm, rispetto al quale il modello KBA è dotato di caratteristiche di potenza superiori, come il proiettile da 180 grammi anziché da 120, mentre la munizione nel suo complesso pesa certamente 300 grammi in più rispetto al tipo precedente. L'arma ha nervature laterali di rinforzo che servono ad  aumentare la superficie a contatto con l'aria, accorgimento che aiuta a raffreddare la canna, priva di un sistema di raffreddamento ad acqua o altro liquido.
Il cannone automatico KBA da 25mm oltre ad essere più potente ha anche una cadenza di tiro quasi uguale (inferiore appena del 5%) rispetto al suo omologo da 20mm,risultando così più potente in maniera rimarchevole, ma non avendo sistemi di controllo del tiro particolarmente sofisticati è relegato alle stesse distanze di tiro e inoltre l'alzo è limitato da 60 ad appena 50 gradi, per cui esso è più idoneo al tiro contro bersagli di superficie o aerei a basse quote. Il peso è solo marginalmente maggiore, essendo di 1.050 kg senza munizionamento e di 1.200 kg pronto al fuoco. Le dimensioni sono di 1,60 m di larghezza, 3,844 metri di lunghezza e 1,8 metri di altezza massima. La cadenza tiro è di 550 proiettili al minuto e con 272 proiettili pronti al fuoco senza necessità di ricarica; la scelta tra munizioni perforanti decalibrate od esplosive consente una vasta gamma d'impiego; questo anche grazie alla portata effettiva di tiro che si attesta sui 2.000 metri. I cannoni automatici non sono asserviti ad alcuna apparecchiatura per la direzione del tiro o radar e per la mira l'operatore, che siede dietro l'affusto, si serve di un puntatore optronico, con possibilità di visione notturna, coassiale rispetto alla canna. Il cannone automatico, movimentato da servomotori, ha la possibilità di essere alimentato da fonti elettriche diversificate per motivi di ridondanza: normalmente l'alimentazione proviene dall'impianto elettrico della nave, ma in caso di necessità o di emergenza sono installate delle batterie a 24 V che consentono di avere 30 minuti di autonomia; successivamente ai 30 minuti il controllo ed i movimenti sono completamente manuali.
L'Oerlikon KBA 25/80, già in servizio sulla classe Comandanti, sui pattugliatori classe Cassiopea I e Cassiopea II, sulle corvette Minerva sulla portaerei Cavour, sulla unità della classe Orizzonte e sulle nuove FREMM, può essere ormai considerato come uno standard assodato per la Marina Militare Italiana, dalla quale  viene principalmente utilizzato come arma antiaerea per la difesa di punto e trova posto anche sul pattugliatore Saettia della Guardia Costiera Italiana.
Il più potente cannone Oerlikon KBB da 25/92 spara la cartuccia calibro 25x184mm. L'installazione navale contraerea quadrinata CIWS Seaguard usa infatti quest'ultimo cannone, con cadenza di 800 colpi al minuto per canna, 3200 in totale.